# Seznam dílů seriálu Následníci: Kouzelný svět
Toto je seznam dílů seriálu Následníci: Kouzelný svět. Americký animovaný televizní seriál Následníci: Kouzelný svět byl vysílán od 18. září 2015 do 24. února 2017 na stanici Disney Channel. V Česku je dostupný v lokalizované verzi na oficiálním youtubovém kanálu Disney Channel.

## Přehled řad
| Řada     | Díly | Premiéra v USA    | Premiéra v USA    | Premiéra v ČR   | Premiéra v ČR   |
| Řada     | Díly | První díl         | Poslední díl      | První díl       | Poslední díl    |
| -------- | ---- | ----------------- | ----------------- | --------------- | --------------- |
| 1        | 18   | 18. září 2015     | 15. července 2016 | 9. ledna 2016   | 2. února 2017   |
| 2        | 15   | 21. října 2016    | 24. února 2017    | 7. února 2017   | 30. března 2017 |
| speciály | 3    | 13. prosince 2015 | 3. března 2017    | nebylo vysíláno | nebylo vysíláno |

## Seznam dílů

### První řada (2015–2016)
| Č. v seriálu | Č. v řadě | Původní název               | Český název                      | Režie                | Scénář        | Premiéra v USA     | Premiéra v ČR (YouTube) | Odkaz |
| ------------ | --------- | --------------------------- | -------------------------------- | -------------------- | ------------- | ------------------ | ----------------------- | ----- |
| 1            | 1         | Evie's Explosion of Taste   | Eviina exploze chutí             | Aliki Theofilopolous | Julia Miranda | 18. září 2015      | 9. ledna 2016           | zde   |
| 2            | 2         | Mal's Digi-Image Problem    | Mal má problém                   | Aliki Theofilopolous | Julia Miranda | 25. září 2015      | 11. ledna 2016          | zde   |
| 3            | 3         | Audrey's New Do? New Don't! | Audryin nový účes                | Aliki Theofilopolous | Julia Miranda | 2. října 2015      | 18. ledna 2016          | zde   |
| 4            | 4         | Careful What You Wish For   | Dej si pozor na to, co si přeješ | Aliki Theofilopolous | Julia Miranda | 9. října 2015      | 24. ledna 2016          | zde   |
| 5            | 5         | Voodoo? You Do              | Voodoo? Jasně                    | Aliki Theofilopolous | Julia Miranda | 16. října 2015     | 4. února 2016           | zde   |
| 6            | 6         | Lamp Sweet Lamp             | Lamp, drahá lampo                | Aliki Theofilopolous | Julia Miranda | 23. října 2015     | 7. února 2016           | zde   |
| 7            | 7         | Genie Chic                  | Chic podle lampy                 | Aliki Theofilopolous | Julia Miranda | 6. listopadu 2015  | 15. února 2016          | zde   |
| 8            | 8         | Puffed Deliciousness        | Nadýchaná lahoda                 | Aliki Theofilopolous | Julia Miranda | 13. listopadu 2015 | 22. února 2016          | zde   |
| 9            | 9         | Good is the New Bad         | Dobro je nové zlo                | Aliki Theofilopolous | Julia Miranda | 20. listopadu 2015 | 22. února 2016          | zde   |
| Hudební díl  |           |                             |                                  |                      |               |                    |                         |       |
| 10           | 10        | Spirit Day                  | Školní den                       | Aliki Theofilopolous | Julia Miranda | 4. prosince 2015   | 6. března 2016          | zde   |
| 11           | 11        | I'm Your Girl               | Patřím vám                       | Aliki Theofilopolous | Julia Miranda | 11. prosince 2015  | 1. července 2016        | zde   |
| Hudební díl  |           |                             |                                  |                      |               |                    |                         |       |
| 12           | 12        | Mash It Up                  | Mix všech nápadů                 | Aliki Theofilopolous | Julia Miranda | 13. prosince 2015  | 7. července 2016        | zde   |
| 13           | 13        | All Hail the New Q.N.L.B    | Skvělé rady nové K.N.B.          | Aliki Theofilopolous | Julia Miranda | 5. července 2016   | 24. října 2016          | zde   |
| 14           | 14        | Mad for Tea                 | Bláznivý čajový dýchánek         | Aliki Theofilopolous | Julia Miranda | 6. července 2016   | 31. října 2016          | zde   |
| 15           | 15        | Carpet Jacked               | Dýňové vozítko                   | Aliki Theofilopolous | Julia Miranda | 7. července 2016   | 7. listopadu 2016       | zde   |
| 16           | 16        | The Night is Young          | Mladá noc                        | Aliki Theofilopolous | Julia Miranda | 14. července 2016  | 14. listopadu 2016      | zde   |
| Hudební díl  |           |                             |                                  |                      |               |                    |                         |       |
| 17           | 17        | Neon Lights Out             | Někdo nám štípl koberec          | Aliki Theofilopolous | Julia Miranda | 15. července 2016  | 2. února 2017           | zde   |
| 18           | 18        | Hooked On Ben               | Monolog C.J.                     | Aliki Theofilopolous | Julia Miranda | 15. července 2016  | 2. února 2017           | zde   |

### Druhá řada (2016–2017)
| Č. v seriálu | Č. v řadě | Původní název         | Český název              | Režie      | Scénář         | Premiéra v USA     | Premiéra v ČR (YouTube) | Odkaz |
| ------------ | --------- | --------------------- | ------------------------ | ---------- | -------------- | ------------------ | ----------------------- | ----- |
| 19           | 1         | Slumber Party         | Pyžamová párty           | Eric Fogel | Scott Peterson | 21. října 2016     | 7. února 2017           | zde   |
| Hudební díl  |           |                       |                          |            |                |                    |                         |       |
| 20           | 2         | Odd Mal Out           | Outsider                 | Eric Fogel | Scott Peterson | 28. října 2016     | 8. února 2017           | zde   |
| 21           | 3         | Pair of Sneakers      | Domov, strašný domov     | Eric Fogel | Scott Peterson | 4. listopadu 2016  | 9. února 2017           | zde   |
| 22           | 4         | Wild Rehearsal        | Bláznivá zkouška         | Eric Fogel | Scott Peterson | 11. listopadu 2016 | 10. února 2017          | zde   |
| 23           | 5         | Chemical Reaction     | Chemický pokus           | Eric Fogel | Scott Peterson | 18. listopadu 2016 | 11. února 2017          | zde   |
| 24           | 6         | Talking Heads         | Začarované hlasy         | Eric Fogel | Scott Peterson | 2. prosince 2016   | 14. února 2017          | zde   |
| Hudební díl  |           |                       |                          |            |                |                    |                         |       |
| 25           | 7         | Steal Away            | Prokletý šutr            | Eric Fogel | Scott Peterson | 9. prosince 2016   | 15. února 2017          | zde   |
| 26           | 8         | Evil Among Us         | Vaše nejhorší noční můra | Eric Fogel | Scott Peterson | 6. ledna 2017      | 16. února 2017          | zde   |
| 27           | 9         | Options Are Shrinking | Jak jste maličcí         | Eric Fogel | Scott Peterson | 13. ledna 2017     | 17. února 2017          | zde   |
| 28           | 10        | Party Crasher         | Pokažená párty           | Eric Fogel | Scott Peterson | 20. ledna 2017     | 18. února 2017          | zde   |
| Hudební díl  |           |                       |                          |            |                |                    |                         |       |
| 29           | 11        | Mal-lone              | Bude to jen na nás       | Eric Fogel | Scott Peterson | 27. ledna 2017     | 21. února 2017          | zde   |
| 30           | 12        | Trapped               | Málo místa               | Eric Fogel | Scott Peterson | 3. února 2017      | 22. února 2017          | zde   |
| 31           | 13        | Face to Face          | Tváří v tvář             | Eric Fogel | Scott Peterson | 10. února 2017     | 28. března 2017         | zde   |
| 32           | 14        | United We Stand       | Pomoc kamarádů           | Eric Fogel | Scott Peterson | 17. února 2017     | 29. března 2017         | zde   |
| 33           | 15        | Celebration           | Klenotění                | Eric Fogel | Scott Peterson | 24. února 2017     | 30. března 2017         | zde   |
| Hudební díl  |           |                       |                          |            |                |                    |                         |       |

### Speciály
| Č. | Původní název    | Režie                | Scénář        | Premiéra v USA    |
| -- | ---------------- | -------------------- | ------------- | ----------------- |
| 1  | Wish Granted     | Aliki Theofilopolous | Julia Miranda | 13. prosince 2015 |
| 2  | Neon Lights Ball | Aliki Theofilopolous | Julia Miranda | 15. července 2016 |
| 3  | Jewel-bilee      | Eric Fogel           | Julia Miranda | 3. března 2017    |